# Taivassalo
Taivassalo ([ˈtɑi̯ʋɑsˌsɑlo] en sueco: Tövsala [ˈtøːvˌsala]) es un municipio de la región de Finlandia Propia, Finlandia.
La lengua predominante en el ayuntamiento es el finlandés, con un 94.92 % de hablantes, mientras que el sueco es hablado por el 0.72% y el 4.35% es hablante de otras lenguas.

## Historia
La fundación de la localidad es en gran parte mítica. En 1155, el obispo Enrique de Uppsala llegó a la región a la cabeza de la primera cruzada sueca, evangelizando varios pueblos, entre ellos la actual Taivassalo. En 2005 la localidad celebró su 850 aniversario, a pesar de la falta de evidencia histórica.
Algunos años después se construyó una iglesia de madera, mientras que la iglesia de piedra fue construida por etapas entre finales del siglo XIII y el siglo XV. Taivassalo se convirtió entonces en una comunidad pacífica dedicada a la pesca y al comercio en el Báltico.

## Demografía
| Gráfica de evolución de Taivassalo entre 1980 y 2020 |
|                                                      |
| Fuente: Maanmittauslaitos.                           |

## Galería

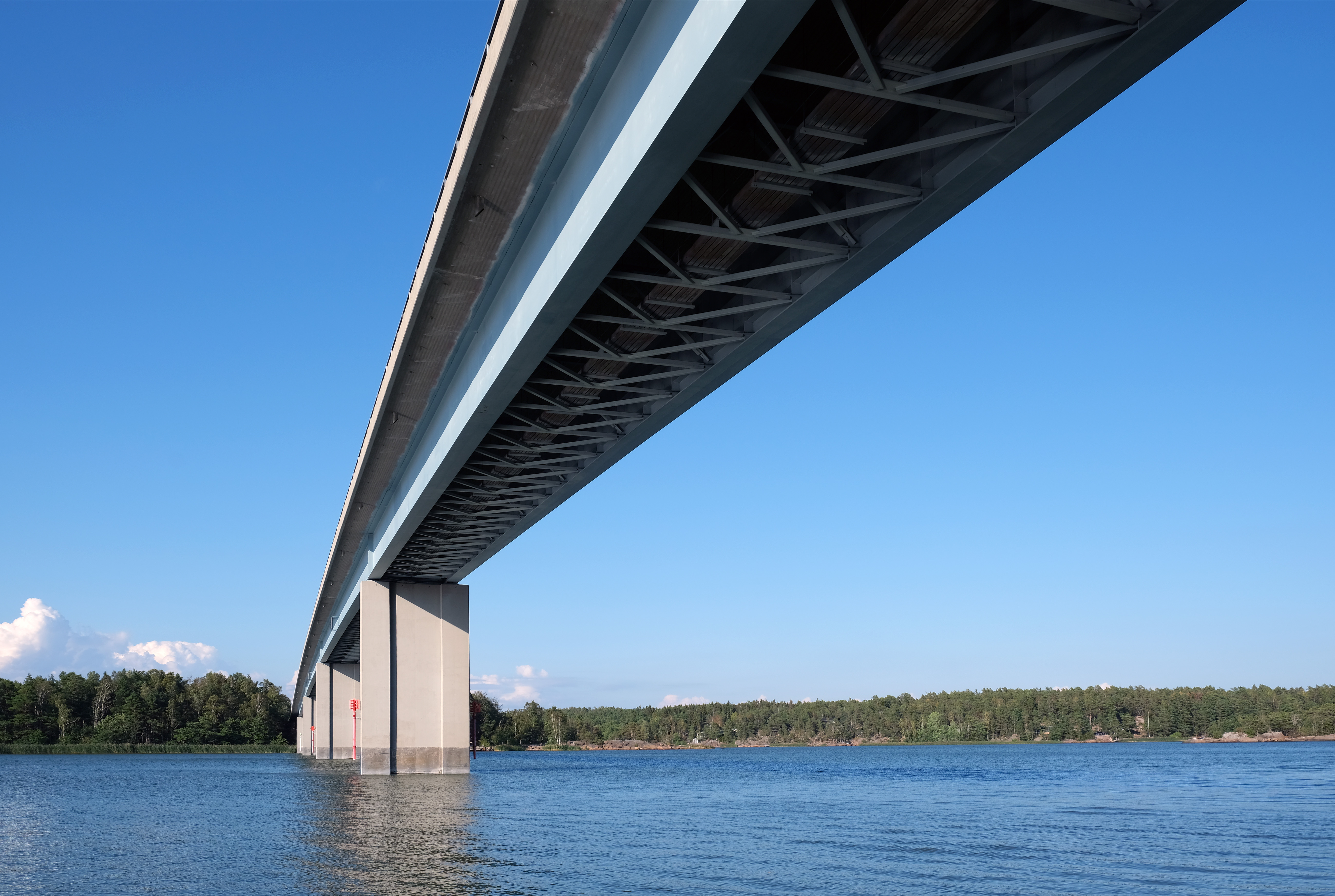
Puente Kaitainen
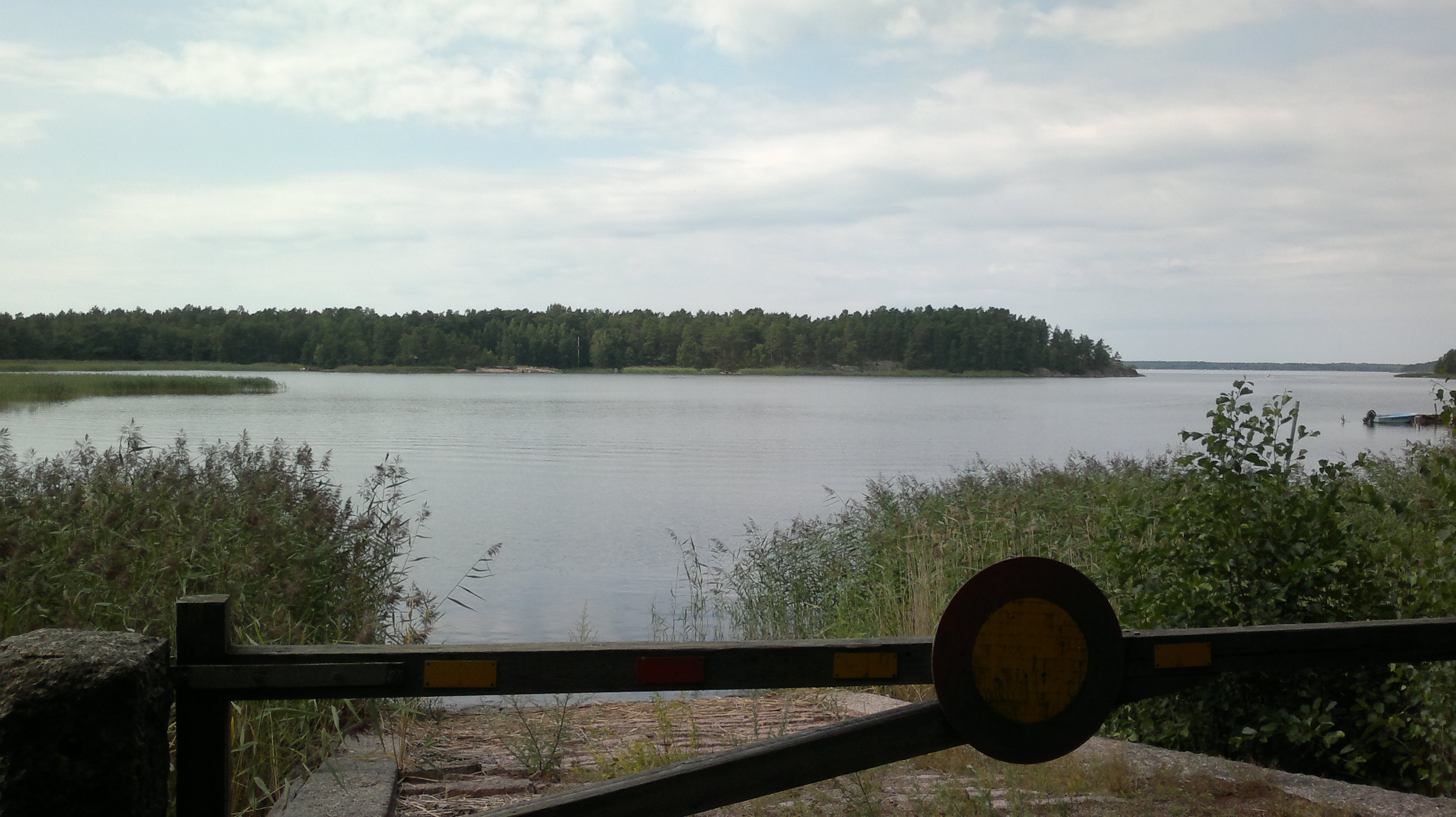
Helsingsalmi
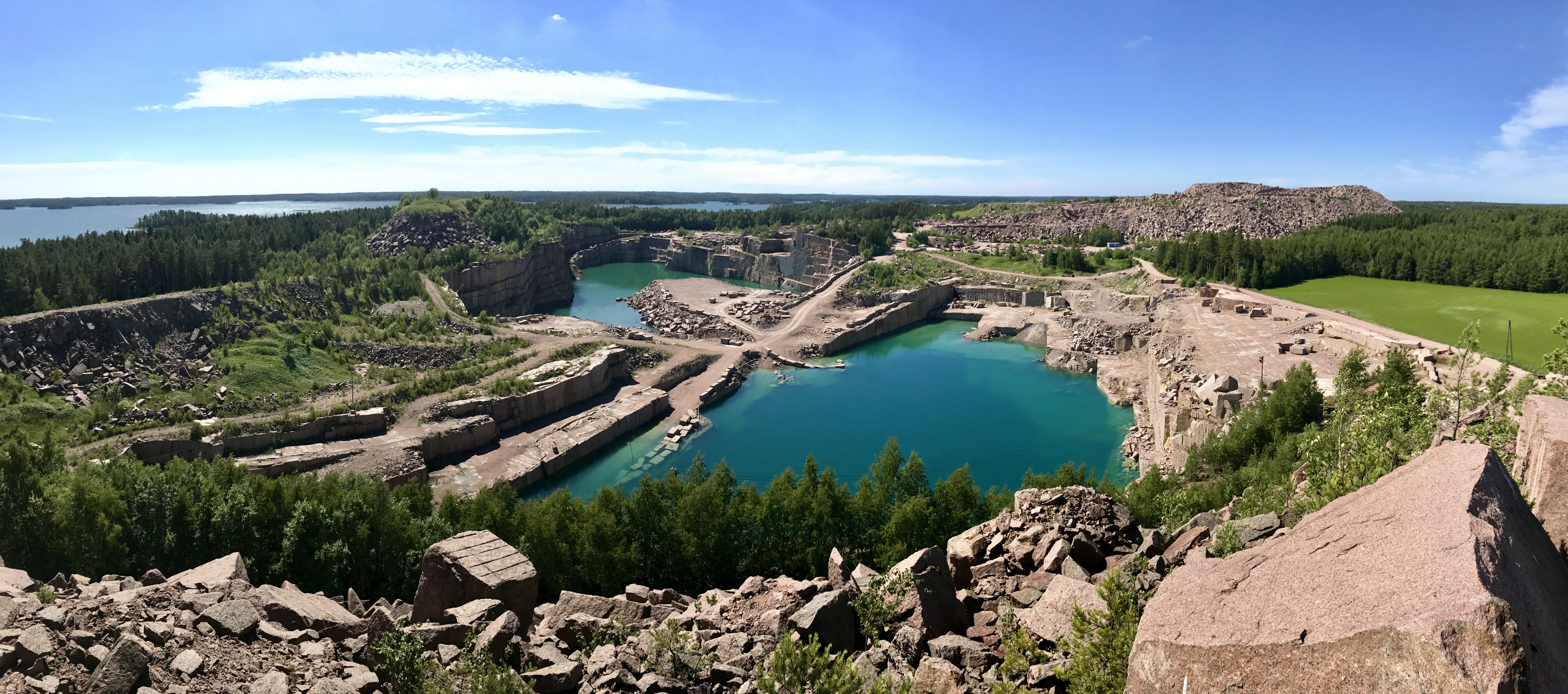
Cantera de Hilloinen en Taivassalo